# Districte de Muhanga
El districte de Muhanga és un akarere (districte) de la província del Sud, a Ruanda. La seva capital és Muhanga. (abans Gitarama).

## Geografia
El districte limita amb el districte de Gakenke al nord, amb el districte de Kamonyi a l'est, el districte de Ruhango al sud, amb el districte de Karongi al sud-oest i amb el districte de Ngororero a l'oest. La seva capital, Gitarama, amb una població estimada de 87.613 persones el 2004, es troba a uns 45 km per carretera al sud-oest de Kigali, la capital de Ruanda i la ciutat més gran del país.
El districte es troba al centre geogràfic de Ruanda, enllaçada per carretera amb Kigali a l'est, Butare al sud i Kibuye als marges del llac Kivu a l'oest. Una quart carretera porta al nord fins a Gisenyi, també al marge oriental del llac Kivu i a Ruhengeri als peus de les Muntanyes Virunga. El districte de Muhanga és la llar de Kabgayi, el centre tradicional de l'església catòlica a Ruanda, i Shyogwe, un gran centre anglicà.

## Sectors
El districte de Muhanga està dividit en 12 sectors (imirenge): Muhanga, Cyeza, Kibangu, Kiyumba, Mushishiro, Kabacuzi, Nyabinoni, Nyamabuye, Nyarusange, Rongi, Rugendabari i Shyogwe.